# Нико Лозанчић
Нико Лозанчић (Какањ, ФНРЈ, 1957) је хрватски политичар из Босне и Херцеговине.
Члан је политичке странке ХДЗ БиХ, а бивши је председник Федерације Босне и Херцеговине.